# Hallettsville (Texas)
Hallettsville es una ciudad ubicada en el condado de Lavaca en el estado estadounidense de Texas. En el Censo de 2010 tenía una población de 2550 habitantes y una densidad poblacional de 361,04 personas por km².

## Geografía
Hallettsville se encuentra ubicada en las coordenadas 29°26′35″N 96°56′36″O / 29.44306, -96.94333. Según la Oficina del Censo de los Estados Unidos, Hallettsville tiene una superficie total de 7.06 km², de la cual 7.06 km² corresponden a tierra firme y (0%) 0 km² es agua.

## Demografía
Según el censo de 2010, había 2550 personas residiendo en Hallettsville. La densidad de población era de 361,04 hab./km². De los 2550 habitantes, Hallettsville estaba compuesto por el 75.69% blancos, el 17.65% eran afroamericanos, el 0.35% eran amerindios, el 0.55% eran asiáticos, el 0.08% eran isleños del Pacífico, el 3.57% eran de otras razas y el 2.12% pertenecían a dos o más razas. Del total de la población el 15.88% eran hispanos o latinos de cualquier raza.